# 55759 Ердманнсдорфф
55759 Ердманнсдорфф (55759 Erdmannsdorff) — астероїд головного поясу, відкритий 10 грудня 1991 року.
Тіссеранів параметр щодо Юпітера — 3,550.